# Wacom

Wacom Co., Ltd. (яп. 株式会社ワコム) [кабу́юс'кі ґа́йс'а вакому́ю], або скорочено Wacom (яп. ワコム) [ве́коам] — японська компанія з головним офісом у місті Кадзо префектури Сайтама (Японія), що спеціалізується на перових планшетах, перових дисплеях і пов'язаних з ними продуктах.
Назву Wacom створено злиттям двох японських слів: ワ ([ва] — гармонія, коло) та コム ([кому́ю] — комп'ютер). Планшети Wacom широко відомі завдяки своїм бездротовим перам, що чутливі до сили натиску та не потребують елементів живлення. На додаток до виготовлення та продажу планшетів та дисплеїв, для сторонніх виробників Wacom розробила програмну технологію графічного вводу під назвою WILL (Wacom Ink Layer Language).

## Розташування представництв
Американський офіс Wacom розташовано у місті Ванкувер (штат Вашинґтон). На ринках Європи, Близького Сходу та Африки (EMEA) основну бізнес-діяльність веде представництво компанії, що знаходиться у місті Крефельд (Німеччина). Офіційний дистриб'ютор продуктів Wacom на території України — «Компанія Новелла».

## Ключова технологія
У перових планшетах та дисплеях Wacom застосовано запатентовану технологію, що базується на фізичному явищі електромагнітного резонансу. Завдяки цьому для зв'язку з активною поверхнею планшета перо не потребує елементів живлення. Разом з цим в деяких продуктах Wacom реалізовано підтримку мультидотику з точністю позиціювання ±0,5 мм. Кожний пристрій Wacom можна пристосувати для роботи як правою, так і лівою рукою.
Технологію планшетів Wacom було використано в 1992 році в комп'ютері Compaq Concerto, завдяки чому цей пристрій вважається одним з перших планшетних комп'ютерів.

## Товарні лінії
Для українського споживача офіційно доступні чотири основні товарні лінії продуктів Wacom: перові планшети Intuos та Intuos pro, перові дисплеї Cintiq та планшетні комп'ютери Cintiq Companion. Кожний з продуктів цих лінійок комплектується сумісним цифровим пером з чутливим до натиску наконечником та боковою клавішею-гойдалкою. Деякі моделі пер на зворотному кінці мають чутливу до натиску «гумку» або регулятор-коліщатко замість бокової клавіші. Усі поточні моделі планшетів Wacom під'єднуються до комп'ютера через комплектний USB-порт або радіоінтерфейс за допомоги модуля бездротового підключення.
Також усі продукти основних товарних ліній комплектуються свіжими версіями драйверів для операційних систем Apple OS X та Microsoft Windows. Оновлення драйверів доступні на вебсайті Wacom.
Додатково для споживача доступний широкий вибір аксесуарів, в тому числі додаткові пера, різнотипні наконечники, силіконові захвати, комплекти бездротового підключення, стилуси для планшетних комп'ютерів Apple, широкий асортимент бізнес-рішень тощо.

### Intuos
Лінія перових планшетів, яка, в першу чергу, орієнтована на домашніх користувачів та творчих ентузіастів для малювання та цифрового редагування фотографій. Охоплює моделі Draw, Art, Photo та Comic з майже ідентичними технічними характеристиками (окрім моделі Draw, що не має підтримки мультидотику). Моделі Intuos розрізняються розміром (малий і середній), кольором корпусу (чорний, біло-чорний і м'ятно-чорний) та комплектним програмним забезпеченням.
Назва Intuos в українській транскрипції: [інту́оес].

#### Загальні характеристики
- Чутливість до натиску: 1024 рівнів
- Роздільна здатність: 2540 ліній/дюйм
- Жести мультидотику: на 1 або 2 пальці

#### Аксесуари
Для всіх моделей Intuos доступні запасні пера (сумісні лише з планшетами Intuos), комплекти наконечників чорного та білого кольору, а також фірмові комплекти бездротового підключення.

### Intuos pro
Лінія перових планшетів, призначена для професіоналів, які працюють у багатьох галузях, пов'язаних з кіновиробництвом, телебаченням, анімацією, 3D-графікою, комерційною фотографією, обробкою звуку тощо. Лінія складається з трьох моделей з однаковими технічними характеристиками. Основна різниця між моделями Intuos pro полягає у розмірі, кількості бокових клавіш у молодшої моделі та сріблясто-чорному кольорі корпусу так званого «спеціального видання». До того ж у стандартну комплектацію всіх моделей входить фірмовий комплект бездротового підключення Wacom.
Назва Intuos pro в українській транскрипції: [інту́оес про́].

#### Загальні характеристики
- Чутливість до натиску: по 2048 рівнів для наконечника пера та «гумки»
- Чутливість до нахилу пера: ±60 рівнів (40°)
- Чутливість до оберту пера: 360° (тільки з пером Art Pen)
- Роздільна здатність: 5080 ліній/дюйм
- Жести мультидотику: на 1–5 пальців

#### Аксесуари
Для всіх моделей Intuos pro доступні додаткові спеціалізовані пера (несумісні з планшетами Intuos), комплекти різнотипних наконечників, силіконові захвати, а також фірмові комплекти бездротового підключення.

### Cintiq
Лінія перових дисплеїв, призначена для професіоналів, які працюють у багатьох галузях, пов'язаних з кіновиробництвом, телебаченням, анімацією, 3D-графікою, комерційною фотографією. На відміну від перових планшетів Intuos та Intuos pro, у випадку з дисплеями Cintiq потрібно малювати безпосередньо на екрані пристрою, що дозволяє набагато швидше опанувати роботу з цифровим пером та адаптувати під нього набуті раніше навички. Лінія складається з трьох основних моделей, кожна з яких доступна у варіанті з підтримкою мультидотику та без неї. Основна різниця між моделями Cintiq полягає у діагоналі екрана, наборі органів керування та конструкції підставки.
Назва Cintiq в українській транскрипції: [сінті́к].

#### Загальні характеристики
- РК-екран з діагоналлю 13, 22 або 27 дюймів
- Чутливість до натиску: по 2048 рівнів для наконечника пера та «гумки»
- Чутливість до нахилу пера: ±60 рівнів (40°)
- Роздільна здатність: 5080 ліній/дюйм
- Жести мультидотику: на 1–5 пальців

#### Аксесуари
Для всіх моделей Cintiq доступні додаткові спеціалізовані пера (несумісні з планшетами Intuos), комплекти різнотипних наконечників, силіконові захвати, фірмові колориметри для калібрування екрана, а також додаткові підставки та пульти ДУ для старших моделей Cintiq.

### Cintiq Companion 2
Лінія планшетних комп'ютерів, які поєднують в собі переваги перових дисплеїв та перових планшетів Wacom. Призначена для всіх професіоналів та ентузіастів, яким необхідний мобільний робочий інструмент на базі технологій Wacom. Оскільки Cintiq Companion 2 працюють під управлінням ОС Microsoft Windows, це робить їх повноцінними портативними графічними системами з можливістю роботи в усіх звичних настільних додатках. Разом з тим передбачено режим роботи як зовнішнього перового дисплея, підключеного до комп'ютера Mac або Windows-ПК. Моделі лінії розрізняються лише потужністю комплектуючих, об'ємом внутрішнього накопичувача та оперативної пам'яті, а також редакцією Windows.
Назва Cintiq Companion в українській транскрипції: [сінті́к компаньйо́н] або [сінті́к коемпе́ньеан].

#### Загальні характеристики
- Діагональ РК-екрану: 13 дюймів
- Процесор: Intel Core i3, i5 або i7
- Тип внутрішнього накопичувача: SSD
- Чутливість до натиску: по 2048 рівнів для наконечника пера та «гумки»
- Чутливість до нахилу пера: ±60 рівнів (40°)
- Жести мультидотику: на 1–5 пальців

#### Аксесуари
Для всіх моделей Cintiq Companion 2 доступні додаткові спеціалізовані пера (несумісні з планшетами Intuos), комплекти різнотипних наконечників та силіконові захвати.

### Інші лінії
Додатково для українського споживача доступні стилуси Bamboo та Intuos Creative для планшетів Apple iPad, перові планшети Intuos4 XL для архітектурних та інженерних бюро, а також низка бізнес-рішень для налагодження ефективної системи електронного документообігу в різних галузях людської діяльності.

## Зовнішні посилання
- Офіційний вебсайт Wacom [Архівовано 14 грудня 2020 у Wayback Machine.]
- Офіційний український вебсайт Wacom [Архівовано 18 березня 2017 у Wayback Machine.]